# Oberthueria falcigera
Oberthueria falcigera är en fjärilsart som beskrevs av Butler. Oberthueria falcigera ingår i släktet Oberthueria och familjen silkesspinnare. Inga underarter finns listade i Catalogue of Life.